# الطب الإيراني القديم

يمكن العثور على بعض أقدم السجلات لتاريخ الطب الإيراني القديم في كتاب أفستا ، المجموعة الأساسية للنصوص المقدسة للزرادشتية.

إن ممارسة ودراسة الطب في بلاد فارس لها تاريخ طويل ومثمر. كانت المراكز الأكاديمية الإيرانية مثل مدرسة جنديسابور (القرن الثالث الميلادي) بمثابة أرض خصبة للاتحاد بين العلماء العظماء من الحضارات المختلفة. وقد نجحت هذه المراكز في متابعة نظريات أسلافها، ووسعت نطاق أبحاثها العلمية بشكل كبير عبر التاريخ. كان الفرس هم المؤسسين الأوائل لنظام المستشفيات الحديث؛ وقد انتشرت البيمارستانات لاحقًا في العالم الإسلامي.
وفي السنوات الأخيرة، قامت بعض الدراسات التجريبية بتقييم العلاجات الطبية الإيرانية في العصور الوسطى باستخدام الأساليب العلمية الحديثة. وقد أثارت هذه الدراسات احتمال إحياء العلاجات التقليدية على أساس الطب القائم على الأدلة.

## التاريخ والخلفية

### ما قبل الإسلام

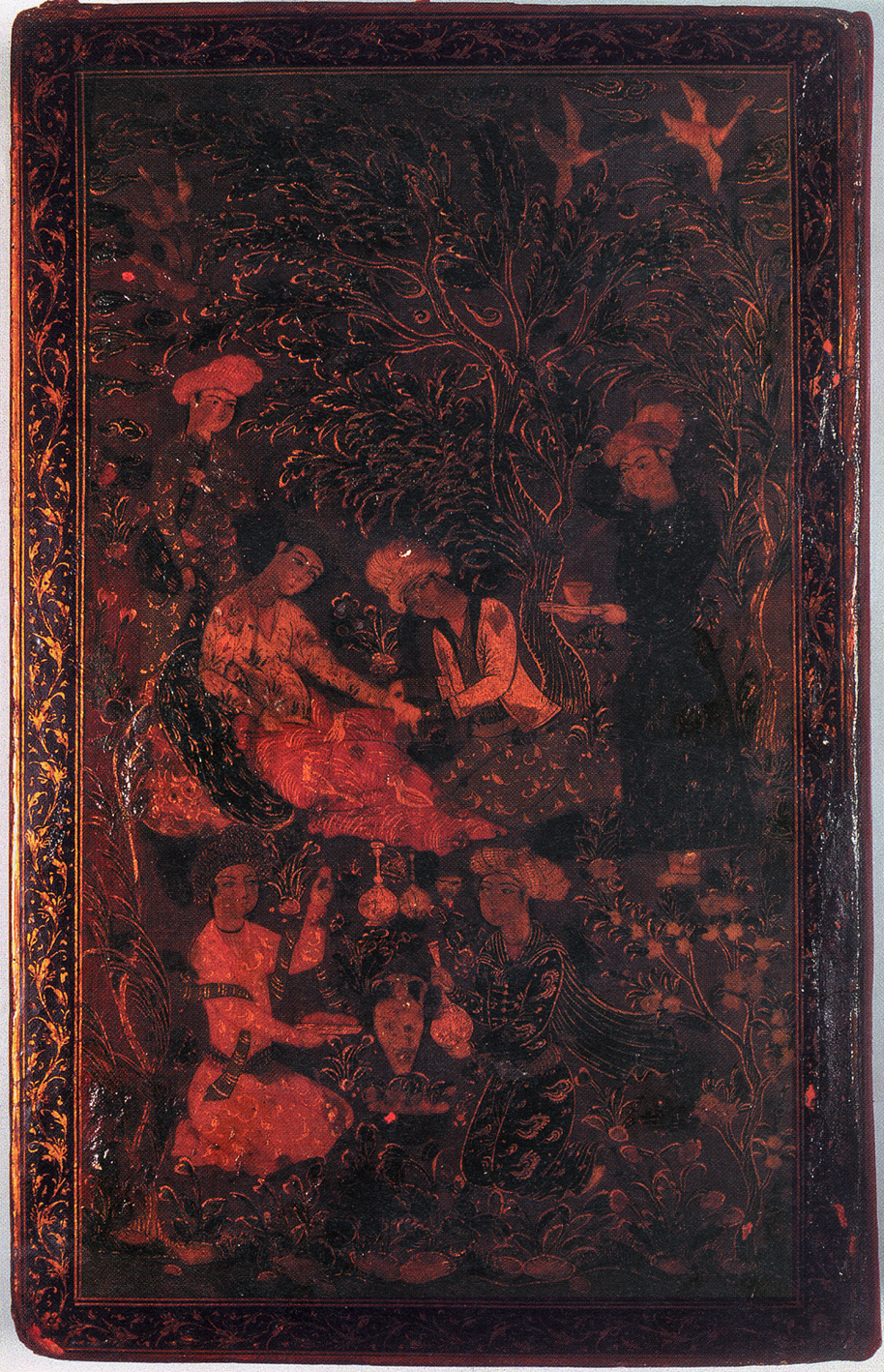
عمل فني مطلي بالورنيش الصفوي يصور طبيبًا يقيس نبض مريض. من نسخة القرن السابع عشر من كتاب القانون في الطب لابن سينا. مكتبة ويلكوم، لندن.

يمكن تقسيم التاريخ الطبي لبلاد فارس القديمة إلى ثلاث فترات متميزة. يحتوي الكتاب السادس من زند - أفستا على بعض أقدم السجلات لتاريخ الطب الإيراني القديم. في الواقع، يخصص كتاب فندداد معظم الفصول الأخيرة للطب.
يميز كتاب فندداد وهو أحد النصوص الباقية من كتاب زند-أفستا، بين ثلاثة أنواع من الطب: الطب بالسكين (الجراحة)، والطب بالأعشاب، والطب بالكلمات الإلهية؛ وكان أفضل دواء، وفقًا لكتاب زندداد، هو الشفاء بالكلمات الإلهية:
من بين جميع المعالجين يا سبيتاما زرادشت، أي أولئك الذين يشفون بالسكين، بالأعشاب، وبالأدعية المقدسة، فإن الأخير هو الأقوى لأنه يشفى من المصدر نفسه للأمراض.— أرديبيشت ياشت
على الرغم من أن الأفستا يذكر العديد من الأطباء البارزين، إلا أن أبرزهم ماني ، وروزبه، وبوزورجمهر الذين ظهروا لاحقًا.
يغطي العصر الثاني عصر ما يعرف بالأدب البهلوي، حيث تمت معالجة موضوع الطب بأكمله بشكل منهجي في رسالة مثيرة للاهتمام مدمجة في العمل الموسوعي لدينكارت، والتي أدرجت في شكل معدل حوالي 4333 مرضًا.
العصر الثالث يبدأ مع سلالة الأخمينيين، ويغطي فترة داريوس الأول ملك بلاد فارس، الذي قيل إن اهتمامه بالطب كان كبيرًا لدرجة أنه أعاد تأسيس مدرسة الطب في صا بمصر، والتي كانت قد دمرت سابقًا، واستعاد كتبها ومعداتها.
كان أول مستشفى تعليمي هو أكاديمية جنديسابور في الإمبراطورية الفارسية. ويذهب بعض الخبراء إلى حد الادعاء بأن "الفضل في نظام المستشفيات بأكمله يعود إلى حد كبير إلى بلاد فارس".

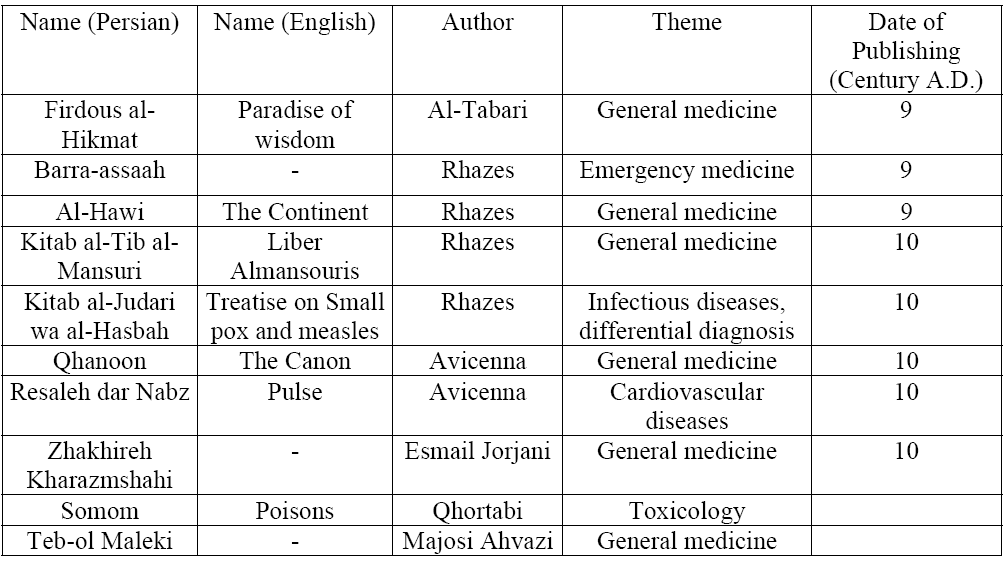
بعض النصوص الطبية الأكثر تأثيرًا في الطب الفارسي في العصور الوسطى

وفقًا إلى كتاب فندداد، كان على الأطباء، لإثبات كفاءتهم، علاج ثلاثة مرضى من أتباع ديفياسنان؛ وإذا فشلوا، فلن يتمكنوا من ممارسة الطب. قد تبدو هذه التوصية للوهلة الأولى تمييزية وتستند إلى تجارب بشرية. لكن بعض المؤلفين فسروا هذا على أنه يعني أنه منذ البداية تم تعليم الأطباء كيفية إزالة الحاجز العقلي ومعالجة الخصوم كما يعالجون الأصدقاء. كانت أجرة الطبيب مقابل الخدمة تعتمد على دخل المريض.
توقفت ممارسة الطب الإيراني القديم مع الغزو العربي (630 م) بسبب التوترات السياسية. ومع ذلك، استمرت التطورات في العصر الساساني وتوسعت خلال ازدهار العلوم الإسلامية في بغداد، حيث ينسب النص العربي تاريخ الحكماء الفضل إلى أكاديمية جنديسابور في إنشاء ترخيص الأطباء والعلاج الطبي المناسب والتدريب. وقد تُرجمت العديد من النصوص البهلوية إلى العربية، وأنتجت منطقة إيران الكبرى أطباء وعلماء مثل الحسين بن عبد الله بن سينا ومحمد بن زكريا الرازي، فضلًا عن علماء الرياضيات مثل الخوارزمي وعمر الخيام. قاموا بجمع وتوسيع التراث الطبي القديم اليوناني والهندي والفارسي بشكل منهجي وقاموا باكتشافات أخرى.

### وجهات نظر اليونانيين القدماء حول الطب الفارسي قبل الإسلام بقلم هيرودوت
غالبًا ما كان الإغريق القدماء ينظرون إلى الطب الفارسي بمزيج متناقض من الإعجاب والشك. يعكس هذا التفاعل والموقف تجاه الطب الفارسي فضول الإغريق الفكري، والتحيزات المناهضة للفُرس، والتوترات بين البلدين. بعض الكتاب الإغريق أعجبوا واحترموا الطب الفارسي، لا سيما في مجالي الجراحة والعلاج بالأسلوب الحياتي، في حين أن البعض الآخر استهجن هذا الطب لكونه متدينًا للغاية، وخرافيًا، ومعتمدًا على السحر. بينما يقع العديد من الكتاب بين هذين القطبين المتطرفين. ستحدد هذه المقالة السمات الرئيسية للطب الفارسي بينما تناقش كيف كان الإغريق القدماء يرونه ويصنفونه من خلال تحليل المصادر الأولية مثل "التواريخ" لهيرودوت والمصادر الثانوية.
أقدم مصدر أولي من اليونان القديمة يوثق الطب الفارسي يعود إلى القرن الخامس قبل الميلاد، من عمل هيرودوت "التواريخ". يسجل هيرودوت العديد من الممارسات الطبية الفارسية، ومن أبرزها التدابير الصحية الفارسية وطرق الرعاية الصحية الوقائية، وهي مفاهيم غير مسبوقة في تاريخ البشر في ذلك الوقت. تحتوي "التواريخ" على بعض التصوير الصادق للممارسات الطبية الفارسية، إلا أن التحيز اليوناني لدى هيرودوت يظهر غالبًا في بعض المقاطع التي تذكر الممارسات الأجنبية. ومع ذلك، لا يزال المصدر يقدم رؤى قيمة حول ما كان يعرفه الإغريق القدماء عن الطب الفارسي وما كانوا يعتقدونه. يشير هيرودوت إلى أن المواطنين الفرس المصابين بأمراض مثل الجذام أو الحمى البيضاء قد لا يُسمح لهم بدخول المدينة، وقد يتم طردهم منها في بعض الحالات لتجنب عدوى الآخرين. وعلى الرغم من أن تفسيرهم الخرافي الذي كان يعتقد أن المرض ناتج عن "الخطيئة ضد الشمس" هو تفسير خاطئ، فإن هذا يظهر أن الفرس كان لديهم فهم لبعض المفاهيم المتعلقة بعدوى الأمراض والتدابير الوقائية لمكافحتها. تتعزز هذه المعرفة لدى الفرس بشأن النظافة في نفس الكتاب والفصل حيث يلاحظ هيرودوت أن الأنهار كانت مقدسة بشكل خاص لدى الفرس، ولا يسمحون لأي شخص بـ "التبول أو البصق أو غسل يديه" في أنهارهم، وذلك لمنع تلوث الجداول كجزء من قوانين الطهارة الطقسية. إن حرص الفرس عند التعامل مع مصدر المياه الخاص بهم يظهر معرفتهم الواسعة بالنظافة وأهمية الحصول على مياه نظيفة، مما يعزز المعرفة الطبية المتقدمة لدى الفرس. على الرغم من أن ممارسات النظافة الفارسية نشأت من معتقدات دينية وخرافية خاطئة، فإنها جلبت فوائد صحية كبيرة لأولئك الذين مارسوا هذه الممارسات كما لاحظ هيرودوت، ومع ذلك تم التغاضي عن هذه الفوائد الإيجابية وكان يتم تضخيم تفسيرها الديني الخاطئ بسبب التحيزات المناهضة للفُرس لدى هيرودوت. هذا التحيز معروف جيدًا، ويتم تكراره في كتاب فرانسوا هارتوغ "مرآة هيرودوت"، حيث يشير إلى أن التحيز ضد الفُرس كان يُستخدم كثيرًا من قبل هيرودوت باعتباره "الآخر" لتشكيل هوية الثقافة اليونانية كشعب.
ممارسة طبية فارسية أخرى مهمة لاحظها هيرودوت هي نهجهم المفاجئ في حداثته وواقعيته تجاه الرعاية الصحية والبنية التحتية الطبية. يبرز هيرودوت استعداد الفرس لقبول وتبني الممارسات الطبية الأجنبية، وتعاونهم مع الأطباء الأجانب بغض النظر عن رتبتهم الاجتماعية، ونظام التعويض القوي للأطباء. هذه السمات كانت متقدمة جدًا بالنسبة لوقتها، ولا يوجد ما يعكس ذلك بشكل أفضل من قصة ديموكيديس الكروتوني. تبدأ الفصول 129-133 من الكتاب الثالث في "التواريخ" بالقصة التي تتضمن الملك الفارسي دارا الأول الذي أصاب كاحله بإصابة شديدة أثناء الصيد على ظهر الخيل. تم استدعاء الأطباء المصريين في البداية نظرًا لأن الأطباء المصريين كانوا يُعتبرون أكثر تخصصًا طبيًا من نظرائهم الفرس، لكن دون جدوى رغم أسبوع كامل من العلاج. يظهر هذا استعداد الفرس وثقتهم في الأطباء الأجانب كما يتضح عندما سمحوا لأطباء من دولة منافسة بمعالجة رئيس دولتهم. في اليوم الثامن، استدعى دارا الأول ديموكيديس، وقد كان في قيود وملابس بالية "بين عبيد أورويتيش"، وهذا يُظهر أيضًا تقدير الفرس للكفاءة الطبية على الرتبة الاجتماعية، حيث تجاهلوا كون ديموكيديس عبداً وفقيرًا، وهي صفة كانت غالبًا ما تُعتبر سببًا للتفرقة أو لتأهيل الناس في العديد من المجالات في العالم القديم. ادعى هيرودوت أن ديموكيديس استخدم العلاجات اليونانية بدلاً من المصرية لعلاج دارا بسرعة وأتاح له النوم بعد أسبوع من الأرق الناتج عن الألم. ومع ذلك، يجب على القراء أن يلاحظوا أن هيرودوت و"التواريخ" معروفان بعدم اتساقهما والمبالغة في بعض الأحيان، حيث أن تحيزات هيرودوت الشخصية غالبًا ما تلوث الحقيقة، كما يظهر هنا عندما وصف هيرودوت العلاجات اليونانية بـ "اللطافة" والعلاجات المصرية بـ "العنف". يمتد هذا التحيز ليشمل انتقاد هيرودوت الخاطئ لدمج الفرس للأطباء الأجانب، واستخدامه ذلك لتسليط الضوء على اعتماد الفرس على الأطباء اليونانيين والمصريين على الرغم من أن التعاون بين الأطباء من جنسيات مختلفة غالبًا ما يعزز التقدم الطبي. كما ذهب هيرودوت إلى أبعد من ذلك ليُلمح إلى أن اعتماد الفرس على الأطباء الأجانب رغم ثروتهم العظيمة كان بسبب أن الطب الفارسي لم يكن متقدمًا كما كان الطب اليوناني والمصري، وهو ما كان غير صحيح تمامًا. مقابل خدمته، تم مكافأة ديموكيديس بسخاء حيث حصل على أغلال ذهبية، ومبلغ كبير من الذهب، ومنزل فخم، مما يثبت أن الفرس كان لديهم مفهوم التعويض عن الرعاية الصحية. يعزز هذا ما ذكره الباحث بيير بريانت الذي يؤكد أن ألواح بيرسيبوليس تثبت أن الفرس كان لديهم نظام رعاية صحية ممول من الدولة للعمال والنخب على حد سواء، يدفعون للعاملين في الرعاية الصحية مقابل خدماتهم.
تمثل الممارسات الطبية الوقائية الفارسية مثل النظافة والمياه النظيفة، إلى جانب تفكيرهم المتقدم وواقعيّتهم في استعدادهم للتعاون مع الأطباء الأجانب وتبنيهم للممارسات الطبية الأجنبية، كيف كان معرفتهم ونهجهم في الطب متقدماً بالنسبة لزمانهم. ومع ذلك، يقابل هيرودوت هذا بنقده لبعض الممارسات الطبية الفارسية التي لها جذور دينية وخرافية، ويعتبرها غير فعّالة. يذكر هيرودوت بشكل ملحوظ دمج الفرس للمجوس أو المعالجين الطقسيين في العملية الطبية، الذين كانت طرقهم غير فعّالة. يشير هيرودوت إلى أن المجوس "قدّموا القرابين وألقوا التعويذات" وذبحوا الحيوانات لدرء العواصف والأمراض والمصائب الأخرى. يوحي هيرودوت بأن استخدام الفرس للمجوس في الطب كان مسرحيًا وخرافيًا وغير فعّال، ويظل تافهًا بالمقارنة مع الطب اليوناني العقلاني. وقد تم تعزيز هذه الفكرة عندما سلط الضوء على كيف أن ديموكيديس، وهو عبد يوناني، استطاع شفاء كاحل دارا الأول بسرعة وفعالية، في حين فشل الأطباء المصريون والفرس في ذلك. ومع ذلك، لم يذكر هيرودوت الاكتشافات الطبية الفارسية مثل استخدام الأعشاب الطبية كالساجابنون والجراحة التي تم توثيقها في مصادر أولية أخرى في ذلك الوقت مثل "بيرسيكا" لكتسيوس من كنيذوس، وكذلك التي تم تعزيزها في الاكتشافات الأثرية في ألواح بيرسيبوليس وأدوات الجراحة الفارسية. هذه الانتقادات وعدم الاعتراف بالابتكارات الطبية الفارسية، إلى جانب العديد من الحالات التي يصور فيها هيرودوت الشعب الفارسي وعاداته على أنها غير عقلانية وبدائية وفاسدة ودونية مقارنة بالأطباء اليونانيين، تظهر بوضوح تحيزات هيرودوت القوية ضد الفرس. ومن المحتمل أن يكون ذلك بسبب أن الكتاب قد كُتب بعد الحروب اليونانية الفارسية، بالإضافة إلى العداء المتبادل والخوف من الغرباء بين البلدين بسبب الفجوة الثقافية بينهما. وبالتالي، يجب قراءة انتقادات هيرودوت للطب الفارسي بحذر شديد وبتفكير نقدي، مع مقارنتها بمصادر أولية أخرى كلما كان ذلك ممكنًا.
الوجهة اليونانية القديمة تجاه الطب الفارسي كما سجلها هيرودوت كانت غالبًا ما تتضمن تحيزات معادية للفُرس، وشكوكًا، وتشويهات لطب الفرس باعتباره بدائيًا وخرافيًا ومعتمدًا على الأطباء الأجانب وطقوس المجوس المسرحية. حتى عندما كانت هناك جوانب إيجابية في الطب الفارسي، كانت أخطاؤهم غالبًا ما تُضخّم كما في حالة المحرمات المتعلقة بنظافة الأنهار التي كانت تُعتبر لأسباب دينية أو تُحذف تمامًا كما في حالة الاكتشافات الطبية الفارسية في الجراحة وعلاج الأعشاب التي لم يتم ذكرها على الإطلاق. بشكل عام، توفر "التواريخ" لهيرودوت رؤى رائعة عن العلاقات اليونانية الفارسية في زمنه وتكشف المزيد عن مواقف الإغريق تجاه الفُرس أكثر مما تكشف عن واقع الطب الفارسي. على الرغم من التشويهات التي تعرض لها الطب الفارسي من قبل هيرودوت بسبب تحيزاته ضد الفُرس، إلا أن بلاد فارس القديمة قدمت بعض الإسهامات القيمة والصحيحة في مجال المعرفة الطبية التي كانت ذات تفكير مستقبلي، والتي تم تبنيها وتطويرها لاحقًا من قبل الإغريق أنفسهم، والرومان، والحضارات المستقبلية.

### العصر الإسلامي في العصور الوسطى

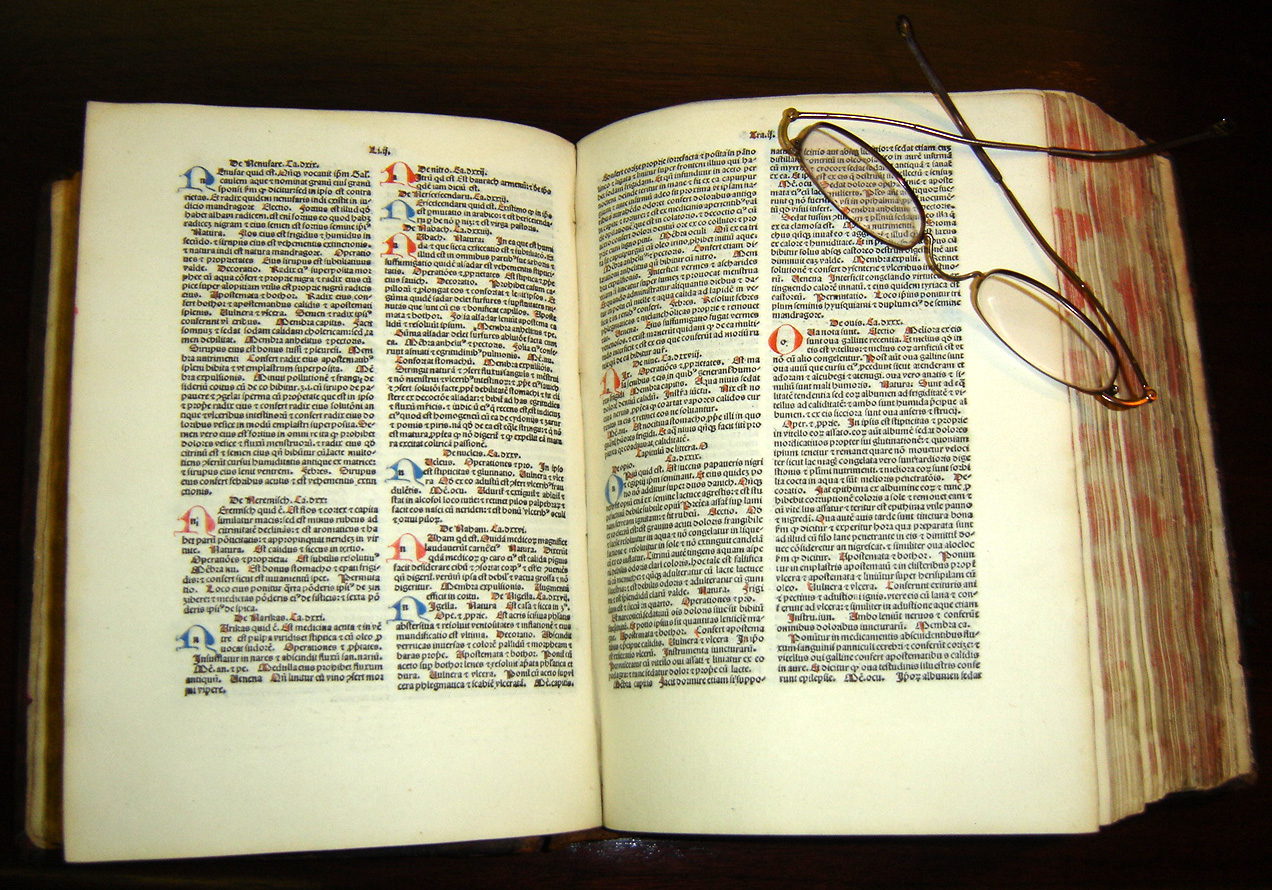
ترجمة لاتينية عمرها 500 عام لكتاب القانون في الطب لابن سينا

كان أحد الأدوار الرئيسة التي لعبها العلماء الإيرانيون في العصور الوسطى في المجال العلمي هو الحفاظ على الأفكار والمعرفة في الحضارات القديمة وتوحيدها وتنسيقها وتطويرها. لم يكن بعض الحكماء [الإنجليزية] الإيرانيين مثل محمد بن زكريا الرازي، وابن سينا مسؤولين عن تجميع كل المعلومات الموجودة عن الطب في ذلك الوقت فحسب، بل أضافوا إلى هذه المعرفة من خلال ملاحظاتهم الذكية وتجاربهم ومهاراتهم. كان كتاب "القانون في الطب لابن سينا" و"كتاب الحاوي للرازي" من بين النصوص المركزية في التعليم الطبي الغربي من القرن الثالث عشر إلى القرن الثامن عشر.
في القرن الرابع عشر، احتوى العمل الطبي باللغة الفارسية " تشريح الجسم " ، الذي ألفه منصور بن إلياس (حوالي عام 1390)، على مخططات شاملة للأنظمة البنيوية والعصبية والدورة الدموية في الجسم.

### جراحة الجمجمة والصحة العقلية
يعود تاريخ الأدلة على الجراحة إلى القرن الثالث قبل الميلاد عندما أجريت أول عملية جراحية في الجمجمة في مدينة شهر سخته (المدينة المحروقة) في جنوب شرق إيران. أشارت الدراسات الأثرية على جمجمة فتاة تبلغ من العمر 13 عامًا تعاني من استسقاء الرأس إلى أنها خضعت لعملية جراحية في الجمجمة لأخذ جزء من عظم جمجمتها وأن الفتاة عاشت لمدة 6 أشهر على الأقل بعد الجراحة.
ما زالت بعض الوثائق الموجودة من العصور الوسطى في بلاد فارس تقدم تعريفات وعلاجات لآلام الرأس التي كانت سائدة في ذلك الوقت. تحتوي هذه الوثائق على معلومات طبية دقيقة ومفصلة عن الأنواع المختلفة من الصداع. قام الأطباء في العصور الوسطى بتحديد العديد من الأعراض والعلامات، والأسباب الظاهرة للصداع، بالإضافة إلى قواعد صحية وغذائية للوقاية منه. وتُعد كتابات هؤلاء الأطباء دقيقة وحية، حيث توفر قوائم طويلة من المواد المستخدمة في علاج الصداع. العديد من أساليب الأطباء في بلاد فارس في العصور الوسطى لا تزال مقبولة اليوم، ومع ذلك، هناك العديد منها قد يكون مفيداً في الطب الحديث أيضًا. كما كان هناك خطط علاجية مخصصة لعلاج الصرع في الطب الإيراني في العصور الوسطى، حيث يتم استخدام أدوية فردية أو مركبة مع تحديد جداول جرعات لكل منها. وقد شدد الأطباء على أهمية الجرعة وطريقة الإعطاء، وحددوا مواعيد دقيقة لإدارة الأدوية. تؤكد التجارب الحيوانية الحديثة فعالية بعض المركبات المضادة للتشنجات التي أوصى بها الأطباء الإيرانيون في العصور الوسطى لعلاج الصرع.
في كتاب القانون في الطب (حوالي 1025)، وصف ابن سينا العديد من الحالات العقلية، بما في ذلك الهلوسة، والأرق، والهوس، والكابوس، والكآبة، والخرف، والصرع، والشلل، والسكتة الدماغية والدوار، والرعاش.

### طب التوليد وأمراض النساء
في كتاب الشاهنامة الذي يعود تاريخه إلى القرن العاشر، يصف الفردوسي عملية قيصرية أُجريَت على رودابة، حيث قام أحد الكهنة الزرادشتيين بإعداد عامل نبيذ خاص واستخدمه كمخدر لإحداث فقدان الوعي أثناء العملية. على الرغم من أن هذا المقطع أسطوري إلى حد كبير في محتواه، إلا أنه يوضح المعرفة العملية بالتخدير في بلاد فارس القديمة.

## طالع أيضًا
- الطب التقليدي الإيراني
- العلوم والتقنية في إيران
- الطب في العالم الإسلامي في العصور الوسطى
- الطب اليوناني

## روابط خارجية
- Iranchamber.com: العلوم الطبية في أفستا